# Festival Internacional de Cinema de Sant Sebastià 2007
La 55 edició del Festival Internacional de Cinema de Sant Sebastià va tenir lloc entre el 20 i el 29 de setembre de 2007 a Sant Sebastià. Després de set anys de celebració al Kursaal, es tornava a celebrar al Victoria Eugenia Antzokia. La cerimònia d'inauguració fou presentada per Cayetana Guillén Cuervo i Edurne Ormazabal i la de clausura per Edurne Ormazabal i Paco León.
Amb una assistència de prop de 200.000 espectadors a les diverses projeccions de les més de 200 pel·lícules contingudes en el programa del festival, un nivell mitjà lloat per la crítica i la presència d'estrelles com Samuel L. Jackson, Richard Gere, Liv Ullmann, Roberto Benigni, Demi Moore o Viggo Mortensen, l'edició de 2007 va ser considerada la millor de les últimes edicions del certamen.

## Jurats

### Jurat de la selecció oficial
- Paul Auster (president)
- Pernilla August
- Nicoletta Braschi
- Bahman Ghobadi
- Eduardo Noriega
- Susú Pecoraro
- Peter Webber

### Jurat del Premi Nous Directors
- Mark Peploe (president)
- Annike Åhlund
- Carmen Castillo
- Espido Freire
- Jean-Claude Lamy
- Dennis Lim
- Pablo Malo

### Jurats del PremiHorizontes
- Karl Baumgartner
- Íngrid Rubio
- Iván Trujillo

### Jurat del premi del VI Encontre Internacional d'Escoles de Cinema
- Alfonso Cuarón (président)

## Pel·lícules

### Secció Oficial
(16 pel·lícules a concurs)
| Pel·lícula                        | Director                            | País                    |
| --------------------------------- | ----------------------------------- | ----------------------- |
| Battle for Haditha                | Nick Broomfield                     | Regne Unit              |
| Buda az shram foru rikht          | Hana Makhmalbaf                     | Iran França             |
| Daisy diamond                     | Simon Staho                         | Dinamarca               |
| Ceot oi kap gei/Exodus            | Pang Ho-Cheung                      | Hong Kong               |
| Promeses de l'est                 | David Cronenberg                    | Estats Units            |
| Emotional arithmetic              | Paolo Barzman                       | Canadà                  |
| Encarnación                       | Anahí Berneri                       | Argentina               |
| Free Rainer – Dein Fernseher lügt | Hans Weingartner                    | Alemanya Àustria        |
| Goong-Nyeo/Shadows in the palace  | Kim Mee-jeung                       | Corea del Sud           |
| Honeydripper                      | John Sayles                         | Estats Units            |
| La maison                         | Manuel Poirier                      | França                  |
| Mataharis                         | Icíar Bollaín                       | Espanya                 |
| Matar a todos                     | Esteban Schroeder                   | Argentina Xile Uruguai  |
| Padre nuestro                     | Christopher Zalla                   | Estats Units            |
| Siete mesas de billar francés     | Gracia Querejeta                    | Espanya                 |
| A Thousand Years of Good Prayers  | Wayne Wang                          | Estats Units            |
| Fora de concurs:                  |                                     |                         |
| Earth                             | Alastair Fothergill i Mark Linfield | Regne Unit Alemanya     |
| The inner life of Martin Frost    | Paul Auster                         | França Espanya Portugal |
| Flawless                          | Michael Radford                     | Regne Unit              |

### Perlak
(16 pel·lícules; per completar)
| Pel·lícula                    | Director        | País         |
| ----------------------------- | --------------- | ------------ |
| 4 luni, 3 saptamini si 2 zile | Cristian Mungiu | Romania      |
| Control                       | Anton Corbijin  | Regne Unit   |
| The Hoax                      | Lasse Hallström | Estats Units |
| Lady Chatterley               | Pascale Ferran  | França       |

### Retrospectives
- Retrospectiva Clàssica: Henry King
- Retrospectiva Contemporània: Philippe Garrel
- Retrospectiva Temàtica: Febre gelada (cinema escandinau  Dinamarca  Finlàndia  Islàndia  Noruega  Suècia).

## Palmarès

### Premis oficials
- Conquilla d'Or: A thousand years of good prayers, de Wayne Wang (EUA)
- Premi Especial del Jurat: Buda az sharm foru rikht/Buda collapsed out of shame, de Hana Makhmalbaf
- Conquilla de Plata al millor director: Nick Broomfield per Battle for Haditha
- Conquilla de Plata a la millor actriu: Blanca Portillo per Siete mesas de billar francés
- Conquilla de Plata al millor actor: Henry O. per A thousand years of good prayers
- Premi del jurat a la millor fotografia: Charlie Lam per Ceot oi kap gei/Exodus
- Premi del jurat al millor guió: Gracia Querejeta i Daniel Planell per Siete mesas de billar francés i John Sayles per Honeydripper

### Premis no oficials
- Premi Nous Directors: Soul carriage, de Conrad Clark (Xina-Gran Bretanya)
- Premi Horizontes: El baño del Papa, de Enrique Fernández i César Charlone (Uruguai-Brasil-França)
- Premi del Públic: Caramel, de Nadine Labaki (Líban-França)
- Premi de la Joventut: Caramel, de Nadine Labaki (Líban-França)
- Premi de los VI Encontres Internacionals d'Escoles de Cinema: Vita de Giacomo, de Luca Governatori (França)
- Conquilla d'Or Honorífica a Carlos Saura por tota la seva trajectòria.[8]

### Premi Donostia
- Richard Gere
- Liv Ullmann